# Šunka
Šunka je usoljen i dimljeni svinjski but. Polutrajno je sušeno svinjsko meso koje se može održati nekoliko mjeseci. Poznato je nekoliko stotina različitih vrsta šunke. Najveći dio procesa proizvodnje je manje ili više isti: soljenje, sušenje, dimljenje i dozrijevanje.

## Galerija
- Kuhana šunka
- Sušena šunka